# Route nationale 309
Pour les articles homonymes, voir Route 309.
La route nationale 309, ou RN 309, était une route nationale française reliant Paris à Chantilly par Argenteuil et Moisselles.
À la suite de la réforme de 1972, elle a été déclassée en RD 909, d'abord entre le carrefour de La Croix Verte et Chantilly puis sur la totalité de son parcours. Après la gare de Belloy-Saint-Martin, l'actuelle RD 909 se divise en deux parties : le tracé ancien continue vers Viarmes sous le nom de RD 909Z alors qu'un nouveau tracé se dirige vers la déviation de Viarmes et de Seugy de la RD 922 (ancienne RN 322).

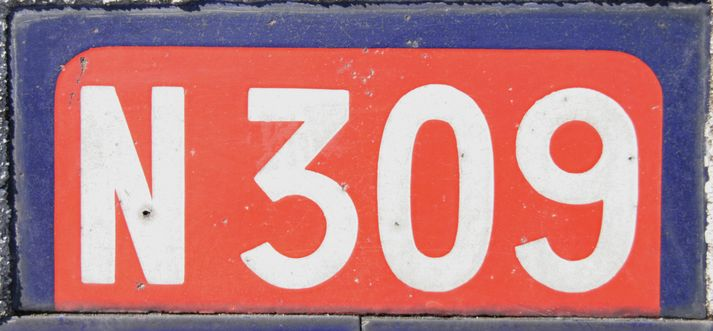

Voir le tracé de la RN309 sur GoogleMaps

## Ancien tracé de Paris à Chantilly

### Ancien tracé de Paris à Argenteuil (D 909)
Les communes traversées sont :

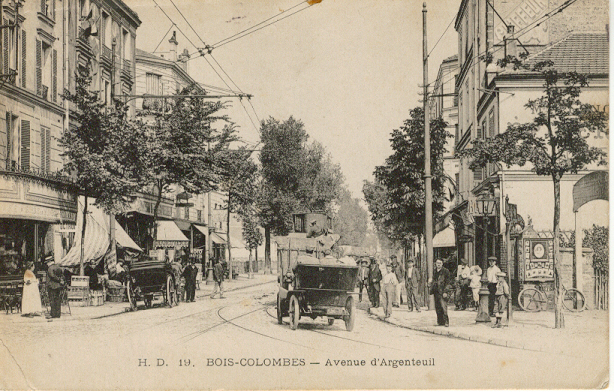
L'avenue d'Argenteuil à Bois-Colombes.

- Paris, Porte d'Asnières (Avenue de la Porte-d'Asnières) D 909 (km 0) ;
- Levallois-Perret (Rue Victor-Hugo) (km 1) ;
- Clichy (route d'Asnières) (km 2) ;
- Pont d'Asnières (entre Clichy et Asnières) (km 2,5) ;
- Asnières-sur-Seine (Grande-Rue-Charles-de-Gaulle, Rue Maurice-Bokanowski, Rue Gallieni, avenue d'Argenteuil) (km 3) ;
- Carrefour des Bourguignons, communes d'Asnières et de Bois-Colombes (km 4). Elle y est rejointe par l'ancienne route nationale 309a (boulevard Voltaire) qui se dirige vers Courbevoie[1] ;
- Asnières-sur-Seine (Avenue d'Argenteuil) (km 4,5) ;
- Carrefour des Quatre-Routes, communes d'Asnières, de Bois-Colombes et de Colombes (km 5) ;
- Asnières-sur-Seine (Avenue de Stalingrad) (km 5,25) ;
- Colombes (Avenue de Stalingrad) (km 5.5) ;
- Gennevilliers (Avenue d'Argenteuil) (km 6.5) ;

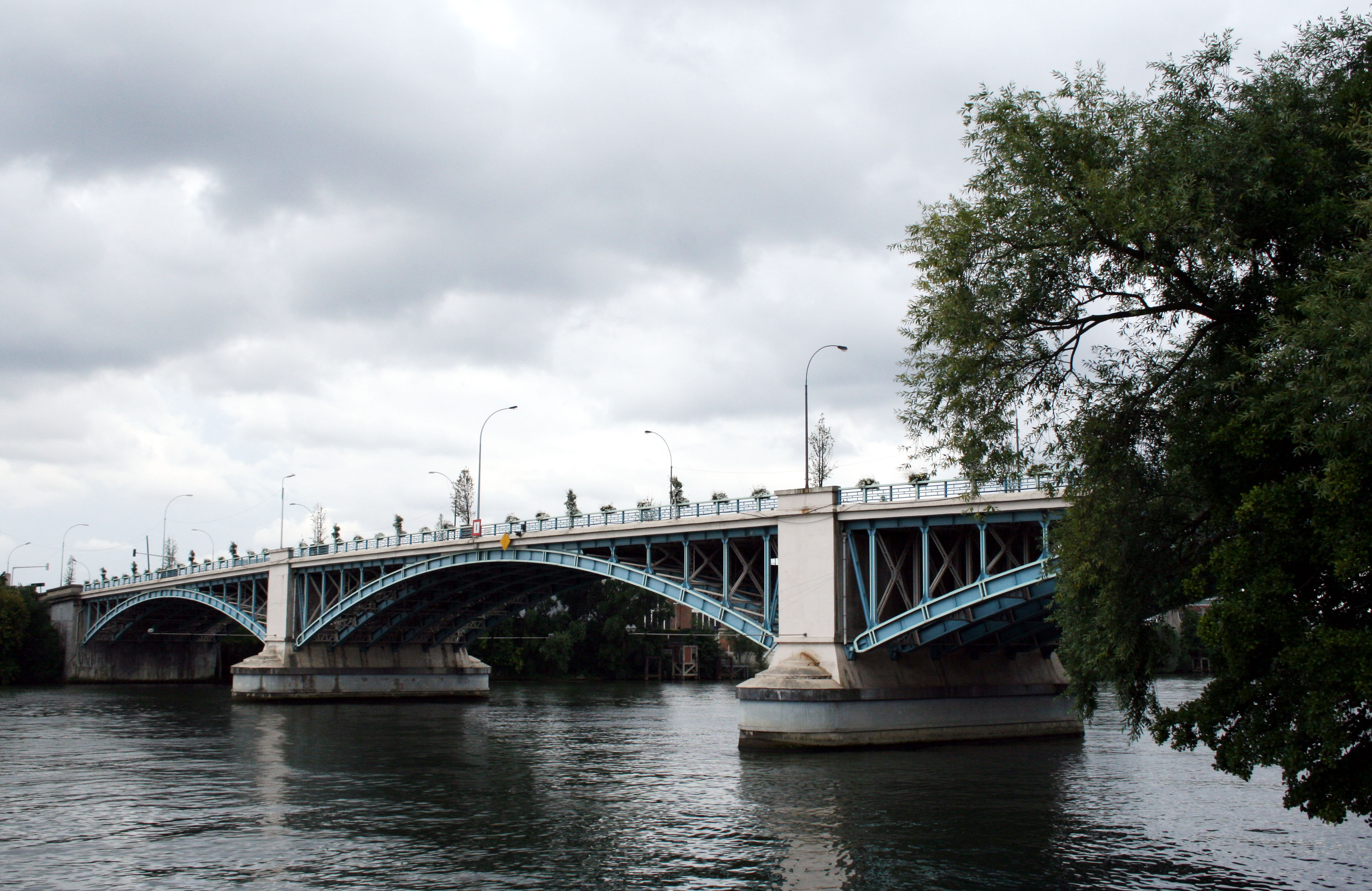
Le Pont d'Argenteuil.

- Pont d'Argenteuil, où elle reprend l'ancien tracé de la chaussée du bac d'Argenteuil (entre Gennevilliers et Argenteuil). (km 7) ;
- Argenteuil (Avenue Gabriel-Péri, Boulevard Héloïse, Rue Alfred-Labrière, Boulevard Jean-Allemane) D 909 (km 7.5).

### Ancien tracé d'Argenteuil à Moisselles (D 909)
Les communes traversées sont :
- Argenteuil (Avenue Gabriel-Péri, boulevard Héloïse, rue Alfred-Labrière, Boulevard Jean-Allemane) D 909 (km 7) ;
- Sannois (Boulevard Gabriel-Péri, rue de la Gare, rue de la République, rue du Maréchal-Foch, rue de Soisy) (km 10) ;
- Ermont (Rue du Grand-Gril, rue du Général-Leclerc) (km 12) ;
- Eaubonne (Rue du Général-Leclerc, avenue de Budenheim, rue Tarbé-des-Sablons, rue de Saint-Prix, route de Montmorency) (km 13) ;
- Montlignon (Rue de Paris) (km 16) ;
- Forêt de Montmorency (Route départementale 909) ;
- Domont (Route départementale 909) (km 21) ;
- Bouffémont (Route départementale 909) (km 21) ;
- Moisselles (Rue Guy-Vennat, rue de Paris) D 909 (km 22).

### Ancien tracé de Moisselles à Chantilly (D 909)
Les communes traversées sont :
- Moisselles D 909 (Rue Guy-Vennat, Rue de Paris) (km 22) ;
- Attainville (Rue de Paris, Route Nationale, D301, Route nationale 1) (km 23) ;
- Carrefour de La Croix Verte, communes d'Attainville et de Baillet-en-France (km 24) ;
- Attainville (km 25) ;
- Villaines-sous-Bois (Route de Viarmes) (km 26) ;
- Belloy-en-France (Hameau de Beaujay, Le Beaujay, Route de Paris) (km 27) ;
- Le Beau-Jay, commune de Belloy-en-France (km 28) ;
- Viarmes (Avenue Georges-Clemenceau, Rue de Paris, Route de Royaumont) (km 32) ;
- Asnières-sur-Oise (km 34) ;
- Le Lys, commune de Lamorlaye (Avenue de Royaumont, Avenue de Viarmes) (km 36) ;
- Gouvieux (Rue de Boran, Rue Colliau, Rue de Chantilly, Rue de Chantilly) (km 40) ;
- Chantilly D 909 (Rue de Gouvieux) (km 44).